# Саак II Хапаян
Саак II Хапаян (арм. Սահակ , 25 марта 1849, Kumla, Османская империя — 8 октября 1939, Антелиас, Ливан) — католикос Киликийского католикосата Армянской апостольской церкви с 1902 по 1939 год.

## Биография
Габриэль Карапет Хапаян родился 6 апреля 1849 года в селе Ехегис вилайет Харпут. В 1867 году он поступил в духовную школу при монастыре Святого Иакова в Иерусалиме и в 1869 году был рукоположен в сан диакона. Вскоре он был отправлен в Константинополь для продолжения обучения, пробыв там два года. Вернувшись в Иерусалим в 1871 году, Хапаян стал преподавать в духовной школе историю, естествознание, астрономию, географию и Ветхий Завет. 3 июля 1877 года патриархом Исаей он был рукоположен в сан иеромонаха, приняв имя Саак. В 1874—1881 годах он был редактором журнала «Сион» и инспектором в типографии.
В 1881 году Хапаян был послан на Кавказ, где вёл миссионерскую деятельность и занимался сбором пожертвований. 10 января 1885 года католикосом Макаром I он был рукоположен в священники, а 24 ноября — в епископы в Эчмиадзинском кафедральном соборе. 12 октября 1902 года 62 делегатами Киликийской епархии Саак единогласно избран католикосом великого дома Киликии. Хиротония состоялась 23 апреля 1903 года в Сисе, центре Киликийского католикосата Армянской апостольской церкви. На своей должности он привел в порядок библиотеку, составил списки рукописей, упорядочил сокровищницу, всячески старался лучше сохранить церковную утварь.
12 сентября 1915 года духовенство Сисского монастыря и Саак Хапаян были сосланы в Эль-Баб (близ Алеппо), а 27 октября по приказу турецкого правительства католикос переведен в Иерусалим. В 1916 году он получил должность католикоса-патриарха созданного младотурками католикосата-патриархата с престолом в Иерусалиме. Саак Хапаян был в преклонном возрасте и считал себя неспособным исполнять возложенные на него обязанности. В своих действиях он опирался на совет епископов братства монастыря Святого Иакова.
После того как армия союзников под командованием генерала Эдмунда Алленби заняла позиции в окрестностях Иерусалима, представители турецкой администрации стали подозревать лидеров всех христианских общин в предательстве и сотрудничестве с британцами. 24 ноября 1917 года Саак Хапаян, вместе с другими лидерами христианских общин Иерусалима, был арестован турками и увезён в Дамаск в качестве заложника. После окончания войны в 1918 году и освобождения заложников Саак Хапаян поселился в городе Адана в Армянской Киликии, затем некоторое время жил в Алеппо, где занимался национально-церковной деятельностью. Как духовный лидер он поддерживал армян, нашедших убежище в Сирии и Ливане.
Саак II Хапаян умер 8 октября 1939 года в Антилиасе в Великом Ливане в возрасте 90 лет.